# Chobot (okres Strakonice)
Chobot (německy Chobot) je obec v okrese Strakonice v Jihočeském kraji. Leží asi šest kilometrů severovýchodně od Blatné. Žije v ní 39 obyvatel.

## Historie
První písemná zmínka o obci pochází z roku 1759.

## Obyvatelstvo
| Rok            | 1869 | 1880 | 1890 | 1900 | 1910 | 1921 | 1930 | 1950 | 1961 | 1970 | 1980 | 1991 | 2001 | 2011 | 2021 |
| -------------- | ---- | ---- | ---- | ---- | ---- | ---- | ---- | ---- | ---- | ---- | ---- | ---- | ---- | ---- | ---- |
| Počet obyvatel | 344  | 274  | 221  | 254  | 270  | 266  | 181  | 139  | 119  | 92   | 71   | 65   | 54   | 57   | 43   |
| Počet domů     | 40   | 41   | 38   | 38   | 39   | 38   | 38   | 40   | 32   | 31   | 25   | 28   | 36   | 36   | 36   |

## Obecní správa
Mezi lety 1850–1880 patřil Chobot jako osada obce k Vahlovicím v okrese Blatná. Od 24. listopadu 1990 je samostatnou obcí.
Chobot 1.díl: Při sčítání lidu v letech 1880–1964 byl Chobot 1.díl osadou obce Skaličany, nejprve v okrese Blatná (1850–1950) a později v okrese Strakonice. Od 14. června 1964 do 23. listopadu 1990 byl částí obce Uzenice v okrese Strakonice. Od 24. listopadu 1990 do 31. října 1993 byl částí obce Chobot v okrese Strakonice.
Chobot 2.díl: Při sčítání lidu v letech 1880–1919 byl Chobot 2.díl osadou obce Vahlovice v okrese Blatná.
V letech 1919–1964 byl osadou obce Myštice, nejprve v okrese Blatná (1850–1950) a později v okrese Strakonice. Od 14. června 1964 do 23. listopadu 1990 byl částí obce Uzenice v okrese Strakonice. Od 24. listopadu 1990 do 31. října 1993 byl částí obce Chobot v okrese Strakonice.
Chobot 3.díl: Při sčítání lidu v letech 1900–1949 byl Chobot 3.díl osadou obce Uzenice v okrese Blatná.
V dalších letech vesnice zanikla.

### Části obce
- Chobot (k. ú. Chobot)
- Újezd u Skaličan (k. ú. Chobot)

Sousedními obcemi sídla jsou Myštice, Blatná a Uzenice.

## Doprava

### Dopravní síť
Do obce vedou silnice III. třídy. Železniční trať ani stanice či zastávka na území obce nejsou.

### Autobusová doprava 2024
Autobusovou dopravu v obci Chobot zajišťuje společnost ČSAD AUTOBUSY České Budějovice. V obci se nachází zastávka Chobot. Poblíž Újezdu u Skaličan se nachází zastávka Chobot, Újezd u Skaličan, rozc.0.8. Autobusová linka 380766 spojuje Blatnou s Paštikami a obcemi Chobot, Myštice, Uzenice a Uzeničky.

## Pamětihodnosti
- Kaple
- Kříž

## Galerie

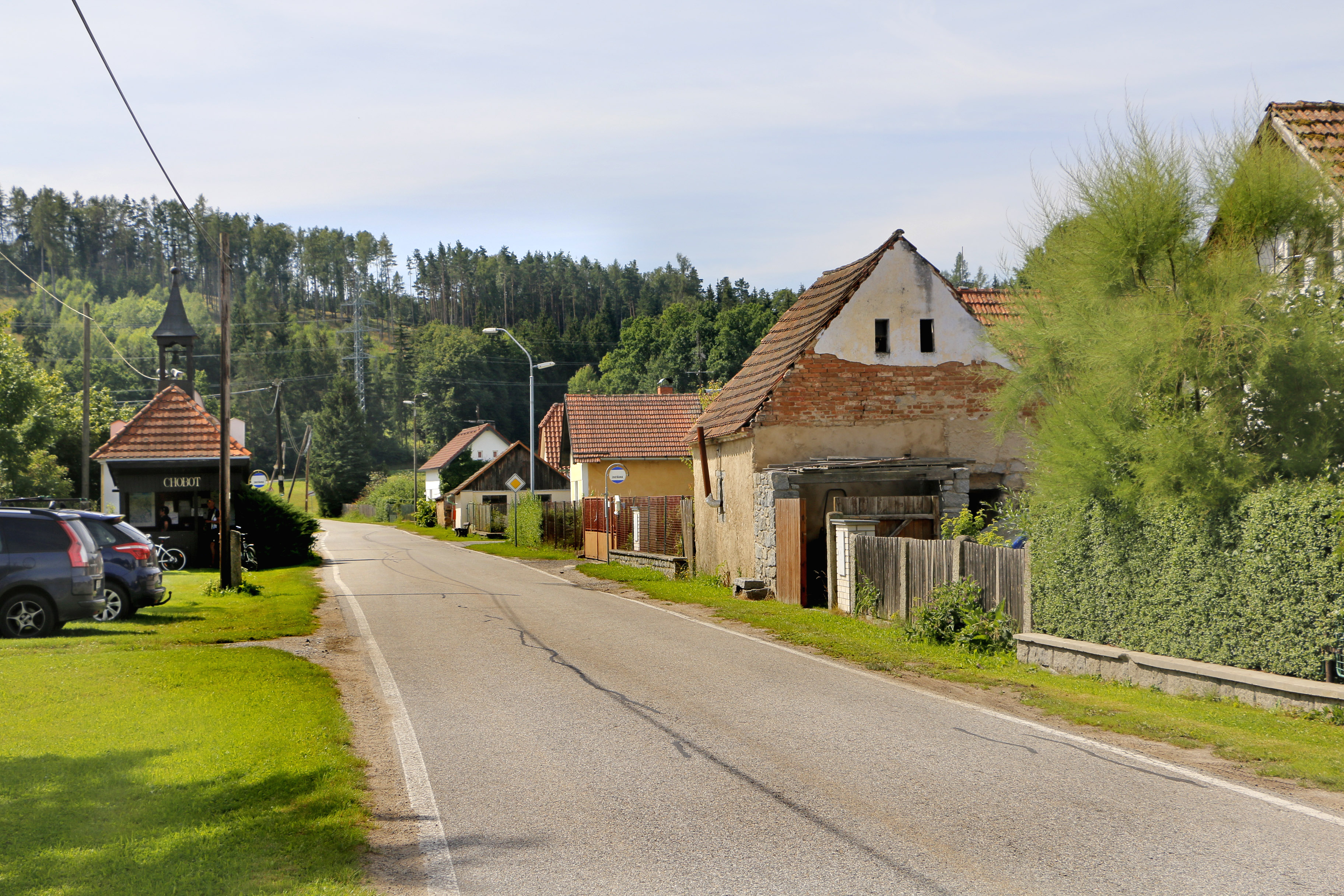
Hlavní silnice v obci
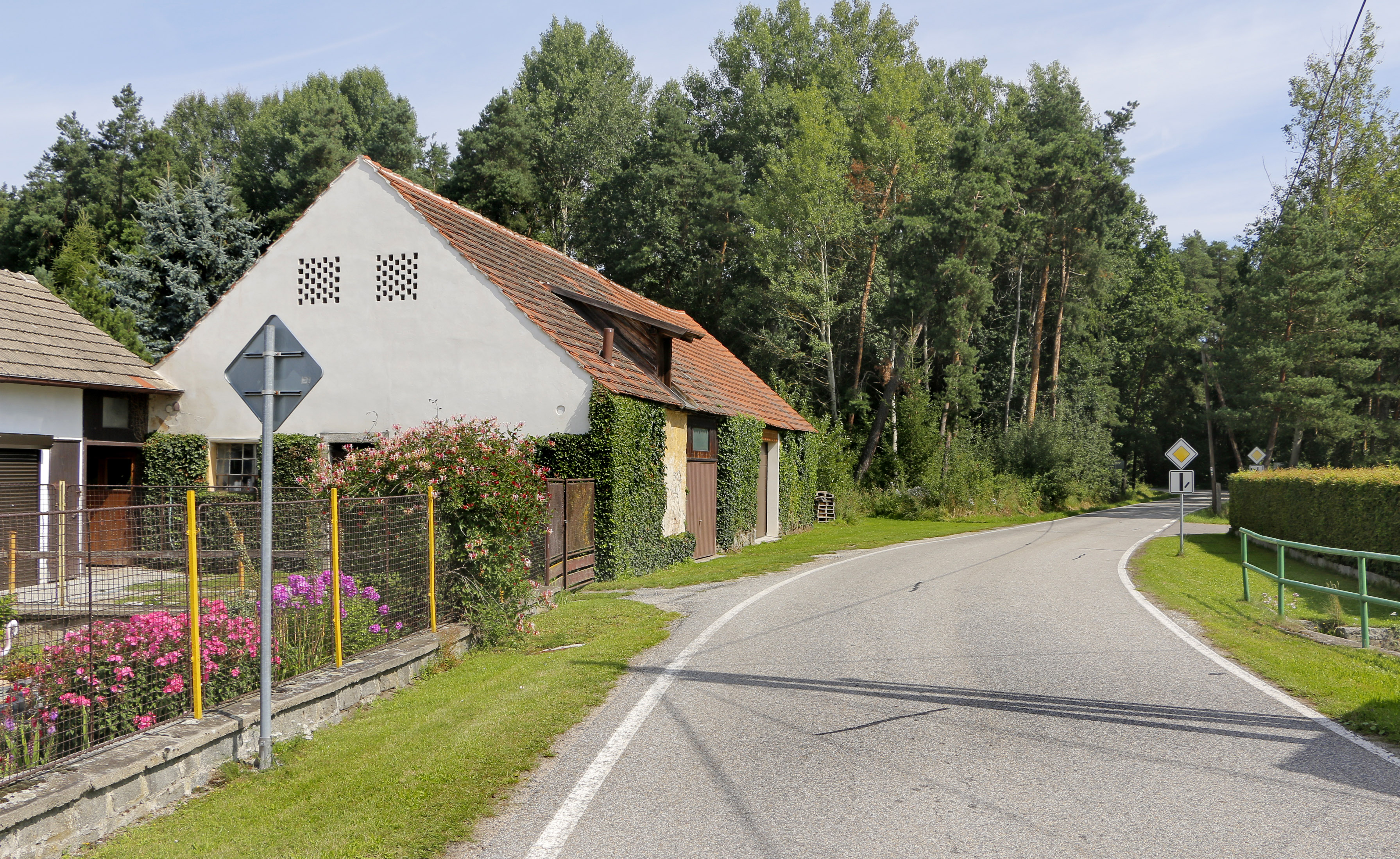
Hlavní silnice směřující do Uzenic
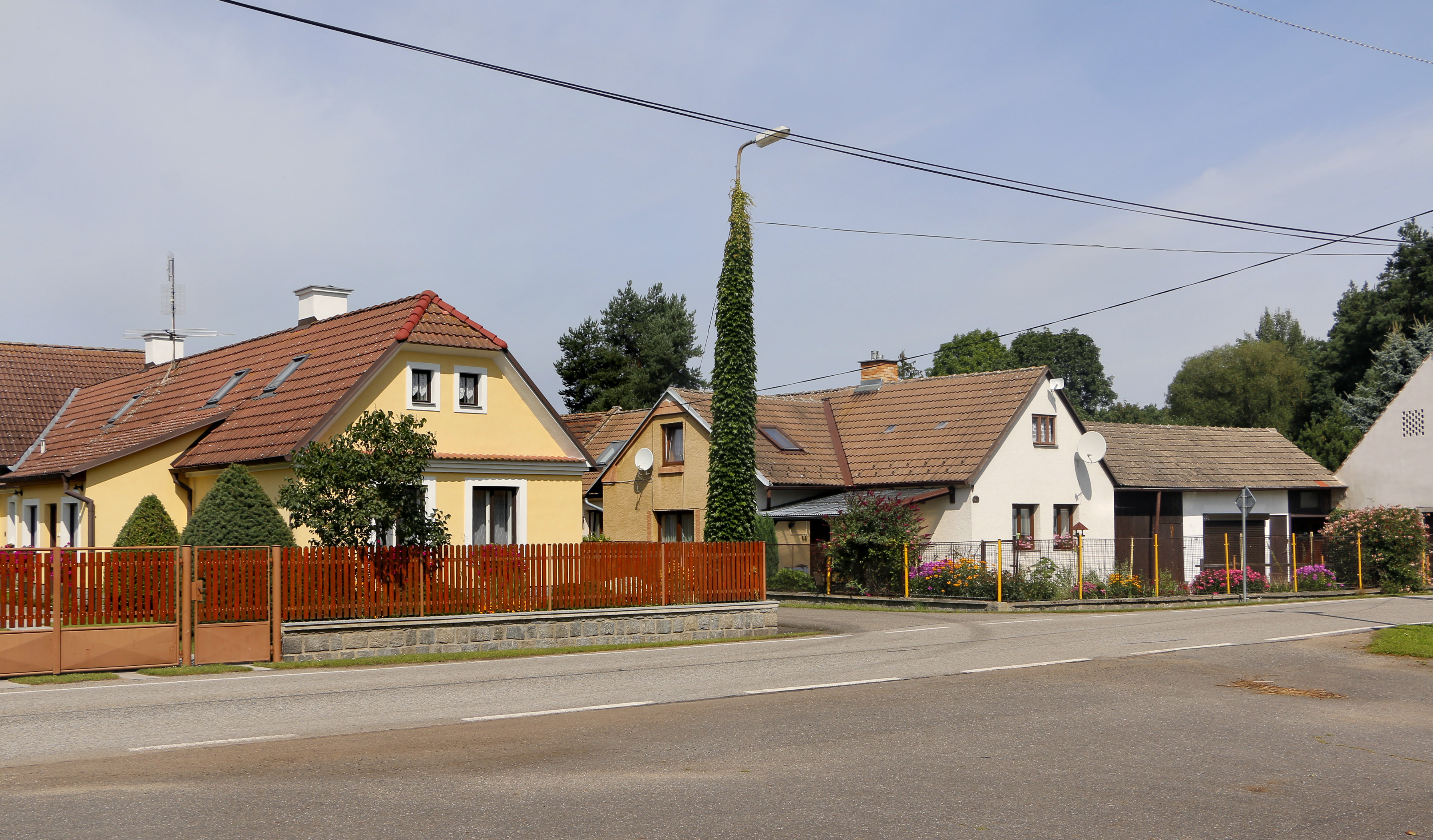
Domy v obci